# Liste der Kulturdenkmale in Chemnitz-Schloßchemnitz, M–Z
In der Liste der Kulturdenkmale in Chemnitz-Schloßchemnitz, M–Z sind die Kulturdenkmale des Chemnitzer Stadtteils Schloßchemnitz verzeichnet, die bis April 2022 vom Landesamt für Denkmalpflege Sachsen erfasst wurden (ohne archäologische Kulturdenkmale) und deren Anschrift mit den entsprechenden Anfangsbuchstaben beginnt. Die Anmerkungen sind zu beachten.
Diese Aufzählung ist eine Teilmenge der Liste der Kulturdenkmale in Chemnitz.

## Liste der Kulturdenkmale in Chemnitz-Schloßchemnitz
| Bild                                    | Bezeichnung | Lage | Datierung | Beschreibung | ID       |
| --------------------------------------- | --- | --- | --- | --- | -------- |
|                                         | Mietshaus in vormals geschlossener Bebauung | Matthesstraße 16 (Karte)                                                                                             | 1880 | Qualitätvoller Mietsbau mit symmetrischer Fassadengliederung, zurückhaltend dekoriert, baugeschichtlich von Bedeutung | 09204079 |
| Weitere Bilder                          | Wohnhauszeile (bauliche Einheit mit Leipziger Straße 1–5) | Matthesstraße 21, 23 (Karte)                                                                                         | 1954 | Qualitätvolle Wohnanlage in Form einer Zeilenbebauung mit zwei Eckgebäuden, zeittypische Mietwohnbauten der 1950er Jahre im Stil der Nationalen Bautradition, siehe auch unter Leipziger Straße 1–5, baugeschichtlich von Bedeutung | 09204025 |
|                                         | Mietshaus in geschlossener Bebauung | Matthesstraße 29 (Karte)                                                                                             | 1888 | Mietsbau von hervorragender Qualität mit reich durchgliederter und aufwendig geschmückter Fassade in Neorenaissanceformen, sehr guter Erhaltungszustand, baugeschichtlich von Bedeutung | 09204001 |
|                                         | Mietshaus in geschlossener Bebauung | Matthesstraße 31 (Karte)                                                                                             | 1891 | Qualitätvoller Mietsbau mit einfacher Fassadengliederung, baugeschichtlich von Bedeutung | 09204002 |
|                                         | Mietshaus in geschlossener Bebauung | Matthesstraße 33 (Karte)                                                                                             | 1892 | Qualitätvoller Mietsbau, reich geschmückte Fassade mit neobarocken Formanklängen, baugeschichtlich von Bedeutung | 09203977 |
|                                         | Mietshaus in geschlossener Bebauung | Matthesstraße 35 (Karte)                                                                                             | Bezeichnet mit 1898 | Qualitätvoller Mietbau mit symmetrisch gegliederter, repräsentativ geschmückter Fassade, baugeschichtlich von Bedeutung | 09203978 |
|                                         | Mietshaus in geschlossener Bebauung | Matthesstraße 37 (Karte)                                                                                             | 1905 | Qualitätvoller Mietbau mit symmetrisch gegliederter, zurückhaltend dekorierter Fassade, baugeschichtlich von Bedeutung | 09203979 |
|                                         | Mietshaus in geschlossener Bebauung | Matthesstraße 39 (Karte)                                                                                             | 1904 | Zeittypischer Mietsbau, Teil einer einheitlich erhaltenen Straßenrandbebauung, baugeschichtlich von Bedeutung | 09203993 |
|                                         | Mietshaus in geschlossener Bebauung in Ecklage | Matthesstraße 45 (Karte)                                                                                             | 1905 | Qualitätvoller Eckwohnbau mit symmetrischer, lagebetonter Fassadengliederung und mäßig anspruchsvollem Dekorsystem, baugeschichtlich von Bedeutung | 09203983 |
| Weitere Bilder                          | Mietshaus in halboffener Bebauung | Matthesstraße 46 (Karte)                                                                                             | Bezeichnet mit 1910 | Anspruchsvoll gestalteter Etagenwohnbau, qualitätvoller Dekor in Jugendstilformen, sehr guter Zustand, markante Eckloggia, baugeschichtlich von Bedeutung | 09203994 |
|                                         | Mietshaus in geschlossener Bebauung | Matthesstraße 47 (Karte)                                                                                             | 1904 | Qualitätvoller Mietsbau, Gründerzeitfassade mit Jugendstildetails, baugeschichtlich von Bedeutung | 09302952 |
|                                         | Mietshaus in geschlossener Bebauung | Matthesstraße 48 (Karte)                                                                                             | 1905 | Qualitätvoller Mietsbau, symmetrische Fassadengliederung, markante Dacherker, baugeschichtlich von Bedeutung | 09203995 |
|                                         | Mietshaus in geschlossener Bebauung | Matthesstraße 52 (Karte)                                                                                             | 1893 | Qualitätvoller gründerzeitlicher Mietsbau, originale Dachaufbauten, baugeschichtlich von Bedeutung | 09203996 |
| Direkt Bild zu diesem Denkmal hochladen | Fabrikgebäude (Maschinenfabrik Rudolph Voigt) | Matthesstraße 57 (Karte)                                                                                             | 1897 | Bau- und zeittypische Shedhalle, die häufig im Maschinenbau und allen anderen horizontal ablaufenden Produktionsprozessen angewendet wurde, vor 1897 als Montagesaal der Maschinenfabrik Rudolph Voigt errichtet, baugeschichtlich, industriegeschichtlich und ortsgeschichtlich von Bedeutung | 09306568 |
|                                         | Mietshaus in geschlossener Bebauung in Ecklage | Matthesstraße 72 (Karte)                                                                                             | 1898 | Qualitätvoller Mietsbau in straßenbildprägender Ecksituation mit einfachem Dekor, baugeschichtlich von Bedeutung | 09203986 |
| Weitere Bilder                          | Mietshaus in geschlossener Bebauung | Matthesstraße 78 (Karte)                                                                                             | 1899 | Qualitätvoller Mietsbau mit schlichtem Fassadenschmuck in Neorenaissanceformen, baugeschichtlich von Bedeutung | 09203985 |
| Weitere Bilder                          | Mietshaus in geschlossener Bebauung in Ecklage, mit Vorgarten zur Beyerstraße | Matthesstraße 80 (Karte)                                                                                             | 1898 | Qualitätvoller Eckwohnbau mit zurückhaltendem, aber feinem Fassadendekor in Neorenaissanceformen, straßenbildprägend, baugeschichtlich von Bedeutung | 09203984 |
|                                         | Mietshaus in geschlossener Bebauung mit Vorgarten | Müllerstraße 2 (Karte)                                                                                               | 1891 | Gründerzeitliche Ziegelfassade mit relativ wenigen Gliederungselementen, baugeschichtlich von Bedeutung | 09244671 |
|                                         | Mietshaus in geschlossener Bebauung mit Vorgarten | Müllerstraße 4 (Karte)                                                                                               | 1892 | Symmetrisch angelegte Gründerzeitfassade, deren zwei leicht vorspringende Seitenrisalite in ihrer Gestaltung besonders hervorgehoben werden, baugeschichtlich von Bedeutung | 09244672 |
|                                         | Mietshaus in ehemals geschlossener Bebauung mit Vorgarten | Müllerstraße 6 (Karte)                                                                                               | 1891 | Repräsentative, sehr plastisch ausgeformte Fassade von straßenbildprägender Wirkung, baugeschichtlich von Bedeutung | 09244668 |
|                                         | Mietshaus in ehemals geschlossener Bebauung mit Vorgarten | Müllerstraße 10 (Karte)                                                                                              | Bezeichnet mit 1895 | Für den Straßenzug typische gründerzeitliche Ziegelfassade, hervorgehoben durch geschossübergreifenden Erker, baugeschichtlich von Bedeutung | 09244669 |
|                                         | Mietshaus in geschlossener Bebauung mit Vorgarten | Müllerstraße 14 (Karte)                                                                                              | 1902 | Typischer, in einfachen Formen gestalteter Etagenwohnbau, weitgehend original, baugeschichtlich von Bedeutung | 09244881 |
|                                         | Mietshaus in geschlossener Bebauung mit Vorgarten | Müllerstraße 16 (Karte)                                                                                              | 1894 | Schlichte, aber qualitätvoll organisierte Fassade, die ihren besonderen Charakter durch den Kontrast von Ziegelfläche zu Porphyrelementen erhält, baugeschichtlich von Bedeutung | 09244674 |
| Weitere Bilder                          | Wohnhaus in ehemals geschlossener Bebauung | Müllerstraße 24 (Karte)                                                                                              | 2. Drittel 19. Jahrhundert | Einfaches Gebäude, typisch für Wohnarchitektur der Jahrhundertmitte des 19. Jahrhunderts, besonders wertvoll als Rest einer Bebauung des Viertels vor der Gründerzeit, ursprünglich einheitliche Wirkung mit dem abgebrochenen Nachbarbau Nr. 22, baugeschichtlich von Bedeutung | 09244667 |
| Weitere Bilder                          | Mietshaus in Ecklage | Müllerstraße 26 (Karte)                                                                                              | Um 1905 | Anspruchsvoll gestalteter gründerzeitlicher Mietsbau in dominanter städtebaulicher Situation | 09244664 |
|                                         | Mietshaus in geschlossener Bebauung mit Vorgarten | Ottostraße 4 (Karte)                                                                                                 | 1890 | Einfacher gründerzeitlicher Etagenwohnbau, überwiegend guter Erhaltungszustand, baugeschichtlich von Bedeutung | 09244989 |
|                                         | Mietshaus in geschlossener Bebauung mit Vorgarten | Ottostraße 6 (Karte)                                                                                                 | 1889 | Schlichter gründerzeitlicher Wohnbau in gutem Erhaltungszustand, baugeschichtlich von Bedeutung | 09244990 |
| Weitere Bilder                          | Mietshaus in geschlossener Bebauung in Ecklage mit Vorgarten | Ottostraße 9 (Karte)                                                                                                 | Bezeichnet mit 1900 | Besonders qualitätvolle gründerzeitliche Wohnarchitektur mit anspruchsvollem barockisierendem Fassadenschmuck, baugeschichtlich, baukünstlerisch, städtebaulich und stadtentwicklungsgeschichtlich von Bedeutung | 09244992 |
| Weitere Bilder                          | Mietshaus in geschlossener Bebauung mit Vorgarten und rückwärtigem Gewerbebau | Ottostraße 11 (Karte)                                                                                                | Bezeichnet mit 1906 | Etagenwohnhaus mit bemerkenswerter Fassadengestaltung in Formen eines späten Jugendstils, weitestgehend original erhalten, baugeschichtlich von Bedeutung | 09244993 |
|                                         | Mietshaus in geschlossener Bebauung konzipiert, mit Vorgarten | Ottostraße 14 (Karte)                                                                                                | 1900 laut Bauakte | Typischer, anspruchsvoll gestalteter Etagenwohnbau des späten Historismus, in gutem Zustand, baugeschichtlich von Bedeutung | 09244988 |
|                                         | Mietshaus in geschlossener Bebauung konzipiert, mit Vorgarten | Paul-Jäkel-Straße 5 (Karte)                                                                                          | Um 1900 | Einfacher, aber qualitätvoller Mietsbau mit nuanciertem Fassadendekor in Neorenaissanceformen, baugeschichtlich von Bedeutung | 09204049 |
|                                         | Mietshaus in geschlossener Bebauung mit Vorgarten | Paul-Jäkel-Straße 7 (Karte)                                                                                          | Um 1900 | Einfacher, aber qualitätvoller gründerzeitlicher Mietsbau mit zurückhaltendem Dekor (Ziegelmuster), baugeschichtlich von Bedeutung | 09204048 |
|                                         | Mietshaus in offener Bebauung mit Vorgarten | Paul-Jäkel-Straße 8 (Karte)                                                                                          | Um 1905 | Anspruchsvoll gestalteter Mietsbau, symmetrische Fassadengliederung, markanter Dacherker, baugeschichtlich von Bedeutung | 09204034 |
|                                         | Mietshaus in geschlossener Bebauung in Ecklage mit Vorgarten | Paul-Jäkel-Straße 9 (Karte)                                                                                          | 1910 | Einfacher Mietsbau mit markantem Turmmotiv, städtebaulich wirksam im Zusammenspiel mit dem Nachbarhaus Kanalstraße 30, am Kreuzungsbereich verschiedener, schräg aufeinandertreffender Straßenzüge und gegenüber einer begrünten Freifläche | 09204047 |
|                                         | Mietshaus in ehemals geschlossener Bebauung mit Vorgarten | Paul-Jäkel-Straße 13 (Karte)                                                                                         | Bezeichnet mit 1892 | Zeittypischer gründerzeitlicher Mietsbau, ausgewogene Fassadengliederung, baugeschichtlich von Bedeutung | 09204040 |
|                                         | Doppelmietshaus in offener Bebauung mit Vorgarten | Paul-Jäkel-Straße 18, 20 (Karte)                                                                                     | Um 1900 | Qualitätvoller Mietsbau, markante Gliederung durch kräftig vorspringende Seitenrisalite, originale Dacherker, baugeschichtlich von Bedeutung | 09204035 |
|                                         | Villa mit Vorgarten | Paul-Jäkel-Straße 22 (Karte)                                                                                         | 1918 | Qualitätvoll überformter Putzbau mit neoklassizistischen Stilelementen, baugeschichtlich von Bedeutung | 09247708 |
|                                         | Mietshaus in halboffener Bebauung | Pleißbachstraße 1 (Karte)                                                                                            | 1903 | Mit Laden, qualitätvoller Mietsbau mit reich dekorierter Straßenfassade und zurückhaltend gestalteter, dem Gewässerverlauf angepasster Fassade zum Pleißbach hin, städtebaulich bemerkenswerte Anlage, baugeschichtlich von Bedeutung | 09204014 |
|                                         | Mietshaus in halboffener Bebauung | Pleißbachstraße 3 (Karte)                                                                                            | 1910 | Qualitätvoller Mietsbau mit interessantem, klar strukturiertem Fassadenaufbau und nuanciertem Dekorsystem, städtebaulich wirkungsvoll am Pleißbach gelegen, baugeschichtlich von Bedeutung | 09204013 |
|                                         | Mietshaus in geschlossener Bebauung mit Vorgarten | Richardstraße 1 (Karte)                                                                                              | 1896 laut Bauakte | Abwechslungsreich gestalteter Gründerzeitbau mit markantem Konsolgesims, baugeschichtlich von Bedeutung | 09244883 |
|                                         | Mietshaus in geschlossener Bebauung mit Vorgarten | Salzstraße 27 (Karte)                                                                                                | 1887 | Früher gründerzeitlicher Wohnbau mit feinsinnig dekorierter, originaler Putzfassade, baugeschichtlich von Bedeutung | 09204031 |
|                                         | Mietshaus in geschlossener Bebauung in Ecklage, mit Vorgarten in der Salzstraße | Salzstraße 29 (Karte)                                                                                                | 1887 | Früher gründerzeitlicher Wohnbau als Dokument des Stadterweiterungsgebietes, wichtige Ecklage bezüglich der städtebaulichen Situation, Pendant zum Eckbau Dorotheenstraße 2, baugeschichtlich von Bedeutung | 09204041 |
|                                         | Mietshaus in geschlossener Bebauung mit Vorgarten | Salzstraße 31 (Karte)                                                                                                | 1904 | Qualitätvoller Mietsbau mit markantem Dacherker, baugeschichtlich von Bedeutung | 09204194 |
| Weitere Bilder                          | Zwei Gebäude einer ehemaligen Brauerei, eines vermutlich zu Verwaltungszwecken, das andere als Wohnhaus genutzt, sowie ehemalige Malzkeller und Einfriedung des Geländes an der Salzstraße | Salzstraße 32 und 34 (Abteiweg 1) (Karte)                                                                            | Ende 19. Jahrhundert | Anspruchsvoll gestaltete Teile eines ehemals umfangreichen Produktionskomplexes, weitestgehend original erhalten, ortsgeschichtliche Bedeutung | 09204195 |
| Weitere Bilder                          | Mietshaus in geschlossener Bebauung mit Vorgarten und Einfriedung | Salzstraße 33 (Karte)                                                                                                | Bezeichnet mit 1904 | Anspruchsvoll gestalteter Mietsbau, zwei markante Dacherker, Jugendstilmotive, Tordurchfahrt mit schöner Dekorationsmalerei, baugeschichtlich von Bedeutung | 09204193 |
|                                         | Mietshaus in geschlossener Bebauung mit Vorgarten | Salzstraße 35 (Karte)                                                                                                | Bezeichnet mit 1905 | Anspruchsvoll gestalteter Mietsbau mit qualitätvollem Fassadenschmuck in dreifarbigem Klinker, Jugendstilmotive, bemerkenswerte, gut erhaltene Innenausstattung mit Malereien, baugeschichtlich von Bedeutung | 09204192 |
|                                         | Mietshaus in geschlossener Bebauung mit Vorgarten | Salzstraße 37 (Karte)                                                                                                | 1904 | Qualitätvoller Mietsbau mit markantem Dacherker, Jugendstilmotive, baugeschichtlich von Bedeutung | 09204191 |
|                                         | Mietshaus in geschlossener Bebauung mit Vorgarten | Salzstraße 39 (Karte)                                                                                                | 1902 | Qualitätvoller Mietsbau mit ausgewogener, mittenbetonter Fassadengliederung, baugeschichtlich von Bedeutung | 09204190 |
|                                         | Wohnhaus (mit Gaststätte Zum Schloßwald), Vorgarten und Einfriedung | Salzstraße 52 (Karte)                                                                                                | 3. Viertel 19. Jahrhundert | Einfacher Wohnbau in prominenter Lage am Zugang zur Schloßkirche, weitgehend original, baugeschichtlich von Bedeutung | 09204222 |
|                                         | Herrschaftliches Wohnhaus mit zwei Seitengebäuden und Einfriedung (sogenanntes Kavaliershaus) | Salzstraße 54 (Karte)                                                                                                | 1856–1862 | Stattlicher spätklassizistischer Wohnbau, der sich mit zwei symmetrischen Seitengebäuden zu hofumschließender Anlage vereinigt, von dem Papier- und Kunsthändler Robert Winkler als Wohn-, Büro- und Werkstattgebäude erbaut, baugeschichtlich von Bedeutung | 09204234 |
|                                         | Wohnhauszeile (mit Kesselgarten 2) mit Vorgarten | Salzstraße 61 (Karte)                                                                                                | Um 1928 | Gut erhaltenes Beispiel für Neues Bauen in den 1920er Jahren, Architekt: Max Feistel, in Korrespondenz zur Schloßkirche, baugeschichtlich von Bedeutung | 09203975 |
| Weitere Bilder                          | Mietshaus in halboffener Bebauung in Ecklage, mit Vorgarten und Einfriedung | Salzstraße 63 (Karte)                                                                                                | Um 1880 | Repräsentativer Mietsbau in prominenter Lage gegenüber der Schloßkirche und der zugehörigen Grünanlage, anspruchsvoll gestaltete Fassade mit regelmäßiger Gliederung, akzentuierendem Dekor und gusseisernem Verandavorbau, baugeschichtlich von Bedeutung | 09204211 |
| Weitere Bilder                          | Ehemalige Schule, später Wohnhaus (ehemals Schloss-Schule) | Salzstraße 65 (Karte)                                                                                                | 1859 | Hochaufragender Baukörper in prominenter Lage am Eingang zum Schloßkirchenareal, zurückhaltend gestaltete Fassade in klassizisierender Formensprache, niedrigeres Hinterhaus mit Segmentbogenfenstern, zweites Schulgebäude der Gemeinde Schloßchemnitz, baugeschichtlich von Bedeutung | 09204213 |
|                                         | Villa mit Hinterhaus, Garten und Einfriedung | Salzstraße 69 (Karte)                                                                                                | Um 1870 | Repräsentativer Villenbau in gutem Erhaltungszustand mit langgestrecktem Garten, anspruchsvolle Fassadengliederung und -gestaltung in Formen der Neorenaissance, baugeschichtlich von Bedeutung | 09204244 |
|                                         | Mietvilla mit Garten | Salzstraße 71 (Karte)                                                                                                | Letztes Drittel 19. Jahrhundert | Qualitätvoller Wohnbau mit originaler Putzgliederung und markanten dekorativen Details, doppelgeschossige Metall-Loggia, baugeschichtlich von Bedeutung | 09204226 |
|                                         | Villa mit Vorgarten | Salzstraße 73 (Karte)                                                                                                | Um 1870 | Anspruchsvoll gestalteter spätklassizistischer Wohnbau mit original erhaltener Fassadengliederung, charakteristisches Nischenmotiv, baugeschichtlich von Bedeutung | 09204225 |
|                                         | Mietvilla mit Vorgarten | Salzstraße 77 (Karte)                                                                                                | Um 1870 | Qualitätvoller Wohnbau mit feiner, original erhaltener Gesims- und Lisenengliederung und Porphyrgewänden, baugeschichtlich von Bedeutung | 09204224 |
|                                         | Villa mit Vorgarten und Einfriedungsmauer | Salzstraße 79 (Karte)                                                                                                | 1891–1892 | Zeittypischer gründerzeitlicher Villenbau mit qualitätvollem Wintergarten, baugeschichtlich von Bedeutung | 09203684 |
| Weitere Bilder                          | Schloßfriedhof (Sachgesamtheit) | Salzstraße 81 (Karte)                                                                                                | 1856, Weihe; zweite Hälfte 19. Jahrhundert (Einfriedung der Grabanlagen)                                                                                           | Sachgesamtheit Schloßfriedhof mit folgenden Einzeldenkmalen: Friedhofskapelle, zwei Grabanlagen und Handschwengelpumpe sowie Friedhofsgestaltung (siehe 09302802) und den Sachgesamtheitsteilen: Brunnen und Einfriedungen von Grabanlagen; Friedhofskapelle stattlicher Bau mit klassizistischen Formmotiven, geometrische Friedhofsanlage mit rechtwinkligem Alleensystem und Heckenabteil, ortsgeschichtlich, baugeschichtlich und gartengeschichtlich von Bedeutung | 09204227 |
| Weitere Bilder                          | Friedhofskapelle, zwei Grabanlagen und Handschwengelpumpe sowie Friedhofsgestaltung (Einzeldenkmale der Sachgesamtheit 09204227) | Salzstraße 81 (Karte)                                                                                                | 1887 (Friedhofskapelle); zweite Hälfte 19. Jahrhundert (Friedhofsgestaltung); nach 1909 (Grabanlage)                                                               | Einzeldenkmale der Sachgesamtheit Schloßfriedhof; Friedhofskapelle stattlicher Bau mit klassizistischen Formmotiven, geometrische Friedhofsanlage mit rechtwinkligem Alleensystem und Heckenabteil, ortsgeschichtlich, baugeschichtlich und gartengeschichtlich von Bedeutung | 09302802 |
| Weitere Bilder                          | Sachgesamtheit Gagfah-Siedlung Schloßchemnitz | Salzstraße 82, 84 bis 132, 134, 136, 142, 144, 146, 148; Waldleite 1–20, 22–52 (gerade) (Karte)                      | Ab 1936 | Sachgesamtheit Gagfah-Siedlung Schloßchemnitz, bestehend aus den Sachgesamtheitsteilen: Doppelwohnhäuser einer Siedlung (Waldleite 1–52 und Salzstraße 82–148, keine Einzeldenkmale); baugeschichtlich von Bedeutung, qualitätvolle Bauten im Heimatstil der 1930er Jahre, überwiegend in gutem Originalzustand, baugeschichtlich von Bedeutung | 09302956 |
| Weitere Bilder                          | Wohnhaus mit Erweiterungsbau | Schloßberg 1 (Karte)                                                                                                 | 1. Drittel 19. Jahrhundert (ursprünglicher Bau); 1865 (Erweiterungsbau)                                                                                            | Gebäudekomplex aus älterem ländlichen Wohnhaus mit zeittypisch zurückhaltender Fassadengliederung und quer angeschlossenem Erweiterungsbau mit reicherem Dekor, von städtebaulicher Bedeutung als Teil der relativ geschlossen erhaltenen älteren Bebauung des Schloßberges, heute zum Teil mit freigelegtem Fachwerk, baugeschichtlich von Bedeutung | 09204215 |
| Weitere Bilder                          | Wohnhaus mit angebauten Seitengebäuden | Schloßberg 2 (Karte)                                                                                                 | 18. Jahrhundert | Breitlagerndes Wohnhaus mit Sichtfachwerk im Obergeschoss, wichtiger Zeuge der ältesten Bebauung der Stadt in prägnanter Lage am Fuß des Schloßbergs, ortsentwicklungsgeschichtlich und baugeschichtlich von Bedeutung | 09204216 |
|                                         | Wohnhaus (heute baulich verbunden mit Schloßberg 2) | Schloßberg 3 (Karte)                                                                                                 | Nachträglich bezeichnet mit 1684, später überformt | Einfacher ländlicher Wohnbau in prominenter Lage am Aufgang zum Schloßberg, Porphyrgewände, hohes, schiefergedecktes Satteldach, heute zum Teil mit freigelegtem Fachwerk, baugeschichtlich von Bedeutung | 09204230 |
| Weitere Bilder                          | Wohnhaus | Schloßberg 4 (Karte)                                                                                                 | 1651 (Dendro) | Auf Grund seines Alters bemerkenswerter Wohnbau ländlichen Charakters mit erhaltener Fachwerkkonstruktion im Obergeschoss, markantes Steildach, prominente Lage am Beginn der Straße Schloßberg, altertümliche Fachwerkkonstruktion (geschweifte Andreaskreuze, Kopfstreben) heute freigelegt, baugeschichtlich von Bedeutung | 09204228 |
|                                         | Wohnhaus | Schloßberg 6 (Karte)                                                                                                 | Bezeichnet mit 1839 | Einfacher Wohnbau in prominenter Lage am Aufgang zum Schloßberg, Portal mit Porphyrgewände und vorkragender Verdachung, baugeschichtlich von Bedeutung | 09204229 |
| Weitere Bilder                          | Wohnhaus | Schloßberg 8 (Karte)                                                                                                 | Um 1705 | Wohnbau ländlichen Charakters in beherrschender Lage am Aufgang zum Schloßberg, im Obergeschoss erhaltene Fachwerkkonstruktion mit Verblattungen und Kopfstreben heute freigelegt, baugeschichtlich von Bedeutung | 09204232 |
|                                         | Wohnhaus | Schloßberg 9 (Karte)                                                                                                 | 2. Drittel 19. Jahrhundert | Stattliches Wohnhaus in zeittypischen klassizistischen Formen, prominente Lage gegenüber der Schloßbergkirche, städtebaulich reizvolles Ensemble mit dem Nachbarhaus Salzstraße 52 an platzartiger Aufweitung der Straßenkreuzung, baugeschichtlich von Bedeutung | 09204243 |
| Weitere Bilder                          | Schloß Chemnitz mit Schloßkirche (Sachgesamtheit), Schloßbergmuseum | Schloßberg 11, 12 (Karte)                                                                                            | 13. Jahrhundert | Sachgesamtheit Schloß Chemnitz mit Schloßkirche, mit folgenden Einzeldenkmalen: ehemaliges Benediktinerkloster, später Schloss, heute Schloßbergmuseum mit Ost- und Südflügel des ehemaligen Klausurgebäudes und Resten des Kreuzganges sowie Schloßkirche (ehemalige Klosterkirche St. Maria), dazu umgebender Schlossgarten, Luthereiche mit Gedenkstein, Denkmal für die Gefallenen des dt.-frz. Krieges und Pavillon, Reste der Einfriedungsmauer mit Torbogen sowie der zum Schlossteich weisenden Stützmauern (siehe 09204242). Vom weitläufigen ehemaligen Klostergelände umgebener Kirchbau der obersächsischen Spätgotik mit Resten der später zum Schloss umgebauten und heute museal genutzten Klausurgebäude mit Kreuzgang, das auf dem Schlossberg sich erhebende Gebäude mit seinem charakteristischen Turmabschluss aus der unmittelbaren Nachkriegszeit ist in stadtbildprägender Weise von vielen Standorten in der Stadt aus wahrnehmbar, von der Innenausstattung besonders erwähnenswert eine Geißelsäule und eine aus konservatorischen Gründen vom Außenbau ins Innere versetzte Portaldekoration des Hans Witten im spätgotischen Astwerk- oder Baumstil, die mittelalterlichen Reste des Kreuzganges am besten ablesbar im östlichen Flügel, die Umgestaltung aus der Renaissance am südlichen Klausurgebäude, Teile der ursprünglichen Umfassungsmauer mit hohem Torbogen an der Salzstraße ebenso erhalten wie hohe Stützmauern stadteinwärts, baugeschichtlich, stadtgeschichtlich, regionalgeschichtlich, gartengeschichtlich, künstlerisch, städtebaulich und stadtbildprägend von Bedeutung. | 09302803 |
| Weitere Bilder                          | Ehemaliges Benediktinerkloster, später Schloss, heute Schloßbergmuseum mit Ost- und Südflügel des ehemaligem Klausurgebäudes und Resten des Kreuzganges sowie Schloßkirche mit Ausstattung (ehemalige Klosterkirche St. Maria), dazu umgebender Schlossgarten, Luthereiche mit Gedenkstein, Denkmal für die Gefallenen des dt.-frz. Krieges und Pavillon, Reste der Einfriedungsmauer mit Torbogen sowie der zum Schlossteich weisenden Stützmauern (Einzeldenkmale der Sachgesamtheit 09302803) | Schloßberg 11, 12 (Karte)                                                                                            | 13./14. Jahrhundert Chorpartie und Teile des Kreuzganges; Ende 15. Jahrhundert und 1. Viertel 16. Jahrhundert (gemalt); 1668 (Taufe); 1518–1520 (gemalte Tafeln)   | Einzeldenkmale der Sachgesamtheit Schloß Chemnitz mit Schloßkirche; vom weitläufigen ehemaligen Klostergelände umgebener Kirchbau der obersächsischen Spätgotik mit Resten der später zum Schloss umgebauten und heute museal genutzten Klausurgebäude mit Kreuzgang, das auf dem Schlossberg sich erhebende Gebäude mit seinem charakteristischen Turmabschluss aus der unmittelbaren Nachkriegszeit ist in stadtbildprägender Weise von vielen Standorten in der Stadt aus wahrnehmbar, von der Innenausstattung besonders erwähnenswert eine Geißelsäule und eine aus konservatorischen Gründen vom Außenbau ins Innere versetzte Portaldekoration des Hans Witten im spätgotischen Astwerk- oder Baumstil, die mittelalterlichen Reste des Kreuzganges am besten ablesbar im östlichen Flügel, die Umgestaltung aus der Renaissance am südlichen Klausurgebäude, Teile der ursprünglichen Umfassungsmauer mit hohem Torbogen an der Salzstraße ebenso erhalten wie hohe Stützmauern stadteinwärts, baugeschichtlich, stadtgeschichtlich, regionalgeschichtlich, gartengeschichtlich, künstlerisch, städtebaulich und stadtbildprägend von Bedeutung | 09204242 |
|                                         | Wohnhaus mit Laden und Garten, ehemals Schloss-Schule | Schloßberg 13 (Karte)                                                                                                | 1850 | Einfacher Wohnbau in prominenter Lage am Zugang zur Schloßkirche, weitestgehend original, qualitätvoller Ladeneinbau, erste Schule der Gemeinde Schloßvorwerk, baugeschichtlich von Bedeutung | 09204221 |
|                                         | Mietshaus in vormals halboffener Bebauung in Ecklage | Schloßberg 14 (Karte)                                                                                                | Um 1880 | Schlichtes Mietshaus mit regelmäßiger Fassadengliederung und zweifacher Eckakzentuierung, städtebaulich bedeutsame Lage am Fuß des Schloßberges, architektonischer Auftakt der anschließenden älteren Schloßbergbebauung, baugeschichtlich von Bedeutung | 09204214 |
| Weitere Bilder                          | Schmuckplatz | Schloßplatz (Karte)                                                                                                  | Um 1900 | Platzanlage in Form eines länglichen Rechtecks mit axialsymmetrischer Grundstruktur, zentral gelegenen Schmuckflächen und weitestgehend erhaltenem Altbaumbestand, ursprüngliche Gestaltung noch weitgehend vorhanden, städtebaulich und gartenkünstlerisch von Bedeutung, baugeschichtlich von Bedeutung | 09204080 |
| Weitere Bilder                          | Mietshaus in geschlossener Bebauung in Ecklage mit Vorgarten zur Salzstraße | Schloßplatz 1 (Karte)                                                                                                | 1900 | Anspruchsvoll gestalteter Mietsbau, neobarocke Schmuckmotive, überaus gelungene Akzentuierung der Platzecke, baugeschichtlich von Bedeutung | 09204189 |
| Weitere Bilder                          | Mietshaus in geschlossener Bebauung | Schloßplatz 3 (Karte)                                                                                                | 1899 | Anspruchsvoll gestalteter Mietsbau, Formmotive der Neorenaissance, wichtig als Teil der westlichen Randbebauung des Schloßplatzes, baugeschichtlich von Bedeutung | 09204188 |
| Weitere Bilder                          | Mietshaus in geschlossener Bebauung | Schloßplatz 5 (Karte)                                                                                                | 1898 | Qualitätvoller gründerzeitlicher Mietsbau, wichtig als Teil der westlichen Randbebauung des Schloßplatzes, baugeschichtlich von Bedeutung | 09204187 |
| Weitere Bilder                          | Pfarramt in geschlossener Bebauung (Schloßpfarramt) | Schloßplatz 7 (Karte)                                                                                                | Bezeichnet mit 1905 | Etagenwohnbau von herausragender Qualität, beherrscht die westliche Randbebauung des Schloßplatzes, Fassade vollständig sandsteinverkleidet, reicher Jugendstilschmuck mit figürlichen Reliefs, baugeschichtlich von Bedeutung | 09204186 |
| Weitere Bilder                          | Mietshaus in geschlossener Bebauung | Schloßplatz 9 (Karte)                                                                                                | 1899 | Qualitätvoller gründerzeitlicher Mietsbau, wichtig als Teil der westlichen Randbebauung des Schloßplatzes, baugeschichtlich von Bedeutung | 09204185 |
| Weitere Bilder                          | Mietshaus in geschlossener Bebauung | Schloßplatz 11 (Karte)                                                                                               | Bezeichnet mit 1900 | Qualitätvoller Mietsbau, wichtig als Teil der Randbebauung des Schloßplatzes, bemerkenswert die Malereien im Vestibül und im Treppenhaus, baugeschichtlich von Bedeutung | 09204184 |
| Weitere Bilder                          | Mietshaus in geschlossener Bebauung in Ecklage | Schloßplatz 13 (Karte)                                                                                               | 1903 | Anspruchsvoll gestalteter, gründerzeitlicher Etagenwohnbau, bemerkenswerte dekorative Details, markante Hervorhebung der Platzecke, baugeschichtlich von Bedeutung | 09204173 |
| Weitere Bilder                          | Schloßteichpark (Sachgesamtheit) | Schloßteichstraße (Bergstraße, Erich-Schmidt-Straße, Hartmannstraße, Promenadenstraße, Schloßteichstraße 20) (Karte) | Letztes Drittel 19. Jahrhundert, Erweiterung 1930er Jahre | Sachgesamtheit Schloßteichpark mit folgenden Einzeldenkmalen (siehe 09204180): - Parkanlage mit großem Teich und Insel mit Brunnen (gewidmet Bürgermeister Müller und Stadtrat Zipper) und Musikpavillon - Thälmann-Denkmal auf Höhe des Arndtplatzes - Skulpturengruppe „Tageszeiten“ - Treppenanlage Aus dem ehemaligen Fischteich des Klosters hervorgegangene, vom Stadtrat Zipper ab 1860 geplante Teichanlage mit Insel und begrüntem Ufersaum unterhalb des Schloßberges mit einer nach 1930 im geometrischen Gartenstil gestalteten Parkerweiterung im Westen, alter Baumbestand mit einigen in der Region seltenen Arten, an Einzelmonumenten hervorzuheben eine Kopfbüste Ernst Thälmanns auf Höhe des Arndtplatzes, ein den Parkinitiatoren Bürgermeister Müller und Stadtrat Zipper gewidmeter Brunnen von 1912, ein Musikpavillon mit angeschlossener Pergola aus den 1950er Jahren, weiterhin die aus Dresden nach Chemnitz geschenkten Skulpturen der „Tageszeiten“ von Johannes Schilling aus dem Jahr 1868 in der Parkerweiterung der 1930er Jahre, ferner am Parkrand an der Ecke Hartmannstraße/Bergstraße eine Postmeilensäule von 1723, künstlerisch, ortsgeschichtlich und landschaftsgestaltend von Bedeutung, baugeschichtlich von Bedeutung. | 09204241 |
| Weitere Bilder                          | Parkanlage mit großem Teich und Insel mit Brunnen (gewidmet Bürgermeister Müller und Stadtrat Zipper) und Musikpavillon auf der Insel, sowie Thälmann-Denkmal auf Höhe des Arndtplatzes, weiterhin Skulpturengruppe „Tageszeiten“ und Treppenanlage (Einzeldenkmale der Sachgesamtheit 09204241) | Schloßteichstraße (Bergstraße, Erich-Schmidt-Straße, Hartmannstraße, Promenadenstraße, Schloßteichstraße 20) (Karte) | Letztes Drittel 19. Jahrhundert (Stadtpark); 1866–1871 (Statue); 1912–1913 (Müller-Zipper-Brunnen); 1930er Jahre (rechteckige Brunnenanlage); 1954 (Musikpavillon) | Einzeldenkmale der Sachgesamtheit Schloßteichpark; aus dem ehemaligen Fischteich des Klosters hervorgegangene, vom Stadtrat Zipper ab 1860 geplante Teichanlage mit Insel und begrüntem Ufersaum unterhalb des Schloßberges mit einer nach 1930 in französischem Gartenstil gestalteten Parkerweiterung im Westen, alter Baumbestand mit einigen in der Region seltenen Arten, an Einzelmonumenten hervorzuheben eine Kopfbüste Ernst Thälmanns auf Höhe des Arndtplatzes, ein den Parkinitiatoren Bürgermeister Müller und Stadtrat Zipper gewidmeter Brunnen von 1912, ein Musikpavillon mit angeschlossener Pergola aus den 1950er Jahren sowie die aus Dresden nach Chemnitz geschenkten Skulpturen der „Tageszeiten“ von Johannes Schilling aus dem Jahr 1868 in der Parkerweiterung der 1930er Jahre, künstlerisch und ortsgeschichtlich von Bedeutung | 09204180 |
| Weitere Bilder                          | Parkanlage mit Stützmauer, Terrassierung, Aussichtsterrasse, Springbrunnen und zwei Bildwerken (Park der Jugend) | Schloßteichstraße (Karte)                                                                                            | 1980–1984 (Parkanlage); 1976 (Statue); 1981 (Statue) | 1980 aus Anlass des V. Festivals der Freundschaft angelegt, interessant gestaltete Themenbereiche mit Sommerblumen, Stauden, Rosen und Ziergehölzen, Brunnen in Form der Festivalblume, künstlerische, gartenkünstlerische sowie stadtgeschichtliche und gartengeschichtliche Bedeutung | 09303135 |
|                                         | Mietshaus in geschlossener Bebauung in Ecklage | Schloßteichstraße 1 (Karte)                                                                                          | Um 1900 | Anspruchsvoll gestalteter Mietsbau in markanter städtebaulicher Situation am Rande des Schloßteichparks, dreieckige Gebäudeform, neobarocke Schmuckformen, baugeschichtlich von Bedeutung | 09204057 |
|                                         | Mietshaus in geschlossener Bebauung | Schloßteichstraße 3 (Karte)                                                                                          | Um 1905 | Schlichter Mietsbau in Klinkermischbauweise, symmetrisch gegliederte Fassade, Teil einer geschlossen erhaltenen Bebauung am Rande des Schloßteichparks, baugeschichtlich von Bedeutung | 09204113 |
|                                         | Mietshaus in geschlossener Bebauung | Schloßteichstraße 5 (Karte)                                                                                          | Um 1905 | Schlichter Mietsbau in Klinkermischbauweise mit zeittypischem Dekor, Teil einer geschlossen erhaltenen Zeile am Rande des Schloßteichparks, baugeschichtlich von Bedeutung | 09204114 |
|                                         | Mietshaus in geschlossener Bebauung | Schloßteichstraße 7 (Karte)                                                                                          | Um 1905 | Schlichter Mietsbau in Klinkermischbauweise mit zeittypischem Dekor, Teil einer geschlossen erhaltenen Zeile der Randbebauung am Schloßteichpark, baugeschichtlich von Bedeutung | 09204148 |
|                                         | Mietshaus in halboffener Bebauung; | Schloßteichstraße 9 (Karte)                                                                                          | Um 1905 | Schlichter Mietsbau in Klinkermischbauweise mit zeittypischem Dekor, Teil einer geschlossen erhaltenen Bebauung am Rand des Schloßteichparks, baugeschichtlich von Bedeutung | 09204149 |
|                                         | Mietshaus in offener Bebauung mit Vorgarten und Einfriedung | Schloßteichstraße 11 (Karte)                                                                                         | Um 1910 | Mietsbau in prominenter städtebaulicher Situation, im Reformstil der Zeit um 1910, baugeschichtlich von Bedeutung | 09204150 |
| Weitere Bilder                          | Parkanlage, Ufermauer des Teiches und Einfriedungsmauer (Schönherrpark) | Schönherrstraße (Karte)                                                                                              | Ende 19. Jahrhundert | Um einen Teich von unregelmäßiger Grundfläche angelegte Grünanlage am Fuß eines Steilhanges, wertvoller Baumbestand, imposante Ufermauer, ursprünglich Privatpark der Unternehmerfamilie Schönherr, gartenkünstlerisch von Bedeutung als Fabrikpark, baugeschichtlich von Bedeutung | 09204240 |
|                                         | Eisenbahnbrücke über die Schönherrstraße | Schönherrstraße (Karte)                                                                                              | Letztes Drittel 19. Jahrhundert | Ursprünglich zwei unterschiedlich hohe historische Brücken (die eine davon mittlerweile durch einen Neubau ersetzt), die eine im Segmentbogen, die andere im Rundbogen gespannt, bilden ein wirkungsvolles, stadttorähnliches Ensemble, baugeschichtlich von Bedeutung | 09204161 |
| Weitere Bilder                          | Fabrikanlage mit altem Heizhaus, dessen neuerem Erweiterungsbau und Schornstein, dem fünfgeschossigen Altbau an der Schönherrstraße, dem sich daran anschließenden Kernbereich der Fabrik, welcher in zwei- bis viergeschossigen Flügeln einen Innenhof umschließt (Gebäude 7, 8, 10, 11), dem zweigeschossigen langgestreckten Riegel (45 Achsen) entlang der Schönherrstraße, dem dreiseitig umbauten Zufahrtsbereich mit Uhrturm und Gebäuden 3 und 5 sowie dem Verwaltungsgebäude 1 mit angelagerter Shedhalle (Gebäude 2) und dazugehöriger Einfriedung und Vorgarten (Kulturfabrik Schönherr, ehemals Sächsische Webstuhlfabriken Louis Schönherr) | Schönherrstraße 8 (Karte)                                                                                            | Um 1800 und 1837 (Altbau); um 1890 (Heizhaus); 1901 (Uhrturm und Fabrik–Kernbereich); 1920er Jahre (Verwaltungsgebäude)                                            | Größte Webstuhlfabrik im Gebiet, von überregionaler industriegeschichtlicher Bedeutung, Anlage im Wesentlichen in ihrer Originalsubstanz erhalten, wobei die unterschiedlichen Bauphasen klar erkennbar sind, repräsentative schlossartige Gestaltung im Zufahrtsbereich, baugeschichtlich von Bedeutung | 09203056 |
|                                         | Tennisanlage mit Clubhaus (Einzeldenkmal der Sachgesamtheit 09306754) | Sechserweg 15 (Karte)                                                                                                | 1928 | Einzeldenkmal der Sachgesamtheit Küchwaldpark; Tennisclubhaus im Stil der Neuen Sachlichkeit der 1920er Jahre, baugeschichtlich von Bedeutung | 09204237 |
|                                         | Mietshaus in geschlossener Bebauung in Ecklage mit Vorgarten | Straße der Nationen 65 (Karte)                                                                                       | Ende 19. Jahrhundert | Typisches, repräsentativ gestaltetes Etagenwohnhaus, weitestgehend original, in wichtiger städtebaulicher Situation | 09244692 |
|                                         | Verwaltungsgebäude und Mietshaus (zwei Hausnummern) in geschlossener Bebauung mit Vorgarten | Straße der Nationen 67, 69 (Karte)                                                                                   | Anfang 20. Jahrhundert | Architektonisch bemerkenswertes, repräsentativ gestaltetes Bauwerk, baugeschichtlich von Bedeutung | 09244854 |
|                                         | Mietshaus in geschlossener Bebauung mit Vorgarten | Straße der Nationen 71 (Karte)                                                                                       | Um 1900 | Einfacher gründerzeitlicher Etagenwohnbau mit zahlreichen originalen Details und gut erhaltenem Innenausbau, baugeschichtlich von Bedeutung | 09244859 |
|                                         | Mietshaus (zwei Hausnummern) in geschlossener Bebauung mit Vorgarten | Straße der Nationen 73, 75 (Karte)                                                                                   | Ende 19. Jahrhundert | Vermutlich ehemals Verwaltungsgebäude, auf Grund seiner von den Nachbarbauten abweichenden Gliederung bemerkenswerter, architektonisch anspruchsvoller Klinkerbau, baugeschichtlich von Bedeutung | 09244858 |
|                                         | Mietshaus in geschlossener Bebauung mit Vorgarten | Straße der Nationen 81 (Karte)                                                                                       | Um 1900 | Repräsentativer gründerzeitlicher Mietsbau von bemerkenswerter Gestaltungsqualität, eine der schönsten Fassaden an der Straße der Nationen, in sehr gutem Zustand, baugeschichtlich von Bedeutung | 09244857 |
|                                         | Mietshaus in geschlossener Bebauung mit Vorgarten | Straße der Nationen 83 (Karte)                                                                                       | Um 1900 | Einfacher, von der im Viertel üblichen Gestaltungsweise abweichender gründerzeitlicher Mietsbau mit mittelalterlichen Formanklängen, baugeschichtlich von Bedeutung | 09244862 |
|                                         | Mietshaus in geschlossener Bebauung mit Vorgarten | Straße der Nationen 85 (Karte)                                                                                       | Ende 19. Jahrhundert | Anspruchsvoll gestalteter, gründerzeitlicher Wohnbau mit bemerkenswerten Details, baugeschichtlich von Bedeutung | 09244861 |
|                                         | Mietshaus in geschlossener Bebauung mit Vorgarten | Straße der Nationen 87 (Karte)                                                                                       | Ende 19. Jahrhundert | Anspruchsvoll gestalteter Wohnbau des späten Historismus, baugeschichtlich von Bedeutung | 09244860 |
|                                         | Mietshaus in geschlossener Bebauung mit Vorgarten | Straße der Nationen 89 (Karte)                                                                                       | Ende 19. Jahrhundert | Schlichter, qualitätvoll gestalteter Mietsbau in gutem Zustand, baugeschichtlich von Bedeutung | 09244864 |
|                                         | Mietshaus in geschlossener Bebauung in Ecklage mit Vorgarten | Straße der Nationen 91 (Karte)                                                                                       | Um 1905 | Großer, eigenwillig gestalteter Mietsbau in prominenter Lage an einer spitz zulaufenden Straßenecke, bemerkenswerte Formanleihen bei ländlicher Bauweise, baugeschichtlich von Bedeutung | 09244863 |
|                                         | Mietshaus in geschlossener Bebauung mit Vorgarten | Straße der Nationen 95 (Karte)                                                                                       | Ende 19. Jahrhundert | Repräsentativer Etagenwohnbau von hoher Gestaltungsqualität, wertvolle historistische Fassadenarchitektur, baugeschichtlich von Bedeutung | 09244855 |
|                                         | Mietshaus in halboffener Bebauung mit Vorgarten | Straße der Nationen 97 (Karte)                                                                                       | Ende 19. Jahrhundert | Repräsentativ gestalteter Etagenwohnbau, reich an ornamentalen Details, weitestgehend original erhalten, baugeschichtlich von Bedeutung | 09244856 |
|                                         | Fabrikanlage mit drei unterschiedlich großen Gebäuden, davon ein Wohn- und Verwaltungsgebäude (Nr. 101), ehemals VEB Möbelstoff- und Plüschwebereien Karl-Marx-Stadt und Firma August Hübsch | Straße der Nationen 99, 101 (Karte)                                                                                  | Bezeichnet mit 1890; um 1910 | Ausgedehnte, in ein Wohngebiet integrierte Baugruppe, bemerkenswert als zusammenhängende historische Werksanlage, strenge, jedoch anspruchsvolle Industriearchitektur, baugeschichtlich von Bedeutung | 09244851 |
|                                         | Mietshaus in halboffener Bebauung mit Vorgarten | Straße der Nationen 103 (Karte)                                                                                      | Ende 19. Jahrhundert | Qualitätvoller gründerzeitlicher Etagenwohnbau in gutem Zustand, baugeschichtlich von Bedeutung | 09244852 |
|                                         | Mietshaus in geschlossener Bebauung mit Vorgarten und Einfriedung | Straße der Nationen 105 (Karte)                                                                                      | Bezeichnet mit 1889–1890 | Anspruchsvoll gestalteter gründerzeitlicher Mietsbau, in gutem Zustand, in einer Fassadennische männliche Figur, die möglicherweise den Bauherrn darstellt, baugeschichtlich von Bedeutung | 09244853 |
|                                         | Mietshaus in geschlossener Bebauung mit Vorgarten | Straße der Nationen 107 (Karte)                                                                                      | Ende 19. Jahrhundert | Qualitätvoller gründerzeitlicher Wohnbau, Stilformen der Neorenaissance, guter Erhaltungszustand, baugeschichtlich von Bedeutung | 09244848 |
|                                         | Mietshaus in geschlossener Bebauung mit Vorgarten und Einfriedung | Straße der Nationen 109 (Karte)                                                                                      | 1912 laut Auskunft | Schlichter, jedoch anspruchsvoll gegliederter Etagenwohnbau, typisch für die Reformarchitektur der Jahre um 1910, außen und innen sehr gut erhalten, einheitlich ausgeführt mit Nr. 111 sowie Emilienstraße 32 und 34, baugeschichtlich von Bedeutung | 09244849 |
|                                         | Mietshaus in geschlossener Bebauung in Ecklage mit Resten eines Vorgartens und Einfriedung | Straße der Nationen 111 (Karte)                                                                                      | Um 1912 | Sehr schlichter Etagenwohnbau, der durch eine abwechslungsreiche Massengliederung auf die städtebauliche Situation reagiert, weitestgehend original; einheitlich mit Nr. 109 sowie mit Emilienstraße 32 und 34 ausgeführt, baugeschichtlich von Bedeutung | 09244850 |
|                                         | Mietshaus in Ecklage mit Vorgarten | Straße der Nationen 124 (Karte)                                                                                      | Ende 19. Jahrhundert | Schlichter gründerzeitlicher Mietshausbau in markanter Ecklage, zugehörig zur Bebauung des Wilhelm-Külz-Platzes, baugeschichtlich von Bedeutung | 09244605 |
|                                         | Mietshaus in geschlossener Bebauung mit Vorgarten | Straße der Nationen 130 (Karte)                                                                                      | Ende 19. Jahrhundert | Schlichter gründerzeitlicher Putzbau mit schöner Dachlandschaft, analog zu Nachbarhaus Nr. 132 gestaltet, baugeschichtlich von Bedeutung | 09244847 |
|                                         | Mietshaus in geschlossener Bebauung mit Vorgarten | Straße der Nationen 132 (Karte)                                                                                      | Ende 19. Jahrhundert | Einfacher gründerzeitlicher Bau mit schöner Dachlandschaft; gleiche Gestaltung wie Nachbarhaus Nr. 130, baugeschichtlich von Bedeutung | 09244846 |
|                                         | Mietshaus in halboffener Bebauung mit Vorgarten | Straße der Nationen 134 (Karte)                                                                                      | Ende 19. Jahrhundert | Schlichter Mietshausbau, typische gründerzeitliche Architektur, Dacherker mit Dreiecksgiebel sind von Bedeutung für das Straßenbild, baugeschichtlich von Bedeutung | 09244845 |
|                                         | Ehemaliges Städtisches Gaswerk mit Direktorenwohnhaus einschließlich Vorgarten und Häusern A, B, C, E, F und P | Straße der Nationen 140 (Karte)                                                                                      | Gegründet 1874 (Gaswerk); 1899 (Kesselhaus II); 1904 Planung der Mehrzahl der bestehenden Gebäude (Gaswerk); 1906 (Generatorhaus)                                  | Historisch bedeutsame Anlage, erstes Gaswerk der Stadt, mit mehreren architektonisch wertvollen Einzelgebäuden, baugeschichtlich von Bedeutung | 09244871 |
|                                         | Mietshaus in halboffener Bebauung mit Vorgarten | Straße der Nationen 146 (Karte)                                                                                      | 1886 laut Bauakte | Möglicherweise ehemaliger Verwaltungsbau, einfaches, schlichtes Gebäude mit straffer Gliederung, gründerzeitliche Klinkerfassade weitestgehend original erhalten, baugeschichtlich von Bedeutung | 09244868 |
| Weitere Bilder                          | Mietshaus in Ecklage mit Vorgarten | Tannenstraße 1 (Karte)                                                                                               | 1891 | Qualitätvoller Mietsbau in prominenter städtebaulicher Situation, markiert die nordwestliche Ecke des Luisenplatzes, baugeschichtlich von Bedeutung | 09204044 |
|                                         | Mietshaus in geschlossener Bebauung in Ecklage, mit Vorgarten | Tannenstraße 2 (Karte)                                                                                               | 1890 | Stattlicher Eckbau in Klinkermischbauweise mit lagebetonter Massengliederung und zurückhaltendem Schmuck in Neorenaissanceformen, Teil der Platzbegrenzung des Luisenplatzes, baugeschichtlich von Bedeutung | 09203980 |
|                                         | Mietshaus in geschlossener Bebauung, mit Vorgarten | Tannenstraße 3 (Karte)                                                                                               | 1890 | Gründerzeitlicher Wohnbau (Klinkerfassade mit Ziegelmuster) im geschlossenen Quartier, baugeschichtlich von Bedeutung | 09203595 |
|                                         | Mietshaus in geschlossener Bebauung, mit Vorgarten | Tannenstraße 5 (Karte)                                                                                               | 1891 | Bestandteil eines gründerzeitlichen Mietshausensembles, Klinkerfassade, baugeschichtlich von Bedeutung | 09203445 |
|                                         | Mietshaus in geschlossener Bebauung, mit Vorgarten | Tannenstraße 8 (Karte)                                                                                               | 1904 | Bestandteil eines geschlossenen Mietshausquartiers, spätgründerzeitliche Klinkerfassade, baugeschichtlich von Bedeutung | 09203605 |
| Weitere Bilder                          | Wohnhäuser der Hartmannsiedlung (Einzeldenkmale der Sachgesamtheit 09302650) | Tannenstraße 33 bis 44, 46, 48 (Karte)                                                                               | Nach 1884 | Einzeldenkmale der Sachgesamtheit Hartmannsiedlung; Siedlung, bestehend aus kleineren Einfamilien-, Mehrfamilien- und Doppelwohnhäusern mit Vorgärten, Gärten und Heckenwegen an einem zentralen Straßenkreuz mit untergeordneten Stichstraßen, älteste Arbeitersiedlung der Stadt mit einfachen Klinkerbauten, Beginn der mit der zunehmenden Industrialisierung sich verdichtenden Bebauung des Stadtteils, siehe auch unter Gottfried-Keller-Straße 13–42, 44, 46, 48, baugeschichtlich von Bedeutung | 09204236 |
|                                         | Mietshaus in geschlossener Bebauung mit Vorgarten und Rückgebäude im Hof | Wilhelm-Külz-Platz 7 (Karte)                                                                                         | Bezeichnet mit 1886 | Gründerzeitbau, sehr reich an plastischen Baudetails, städtebaulich von Bedeutung als Bestandteil der den Wilhelm-Külz-Platz begrenzenden Bebauung, baugeschichtlich von Bedeutung | 09244728 |
| Weitere Bilder                          | Mietshaus in geschlossener Bebauung mit Vorgarten | Wilhelm-Külz-Platz 9a (Karte)                                                                                        | 1896 | Reicher, repräsentativer Gründerzeitbau in städtebaulich wichtiger Lage am Wilhelm-Külz-Platz/Ecke Lohrstraße, bildet gestalterisch mit dem Gebäude Wilhelm-Külz-Platz 10 eine Einheit, baugeschichtlich von Bedeutung | 09244606 |
| Weitere Bilder                          | Mietshaus in geschlossener Bebauung in Ecklage, mit Vorgarten | Wilhelm-Külz-Platz 10 (Karte)                                                                                        | Bezeichnet mit 1890 | Repräsentative Gründerzeitarchitektur in städtebaulich wichtiger Position als Eckbau Wilhelm-Külz-Platz/Müllerstraße, sehr reich gestaltete Fassade in gelbem Ziegel und Sandstein mit phantasievoller Ornamentik, bildet gestalterisch mit dem Gebäude Wilhelm-Külz-Platz 9a eine Einheit, baugeschichtlich von Bedeutung | 09244729 |
|                                         | Mietshaus in Ecklage | Winklerstraße 1 (Karte)                                                                                              | 1909 | Stattlicher Mietsbau in markanter Ecklage gegenüber einer Grünanlage (Luisenplatz), symmetrische und lagebetonte Baumassengliederung, baugeschichtlich von Bedeutung | 09204026 |
| Direkt Bild zu diesem Denkmal hochladen | Mietshaus in Ecklage | Winklerstraße 2 (Karte)                                                                                              | 1906 | Weitgehend originaler und authentischer Zustand, straßenraumgestaltende Wirkung als Eckhaus am gründerzeitlichen Luisenplatz, Zeugnis des Wohnungsbaus um 1900, bau- und stadtentwicklungsgeschichtliche Bedeutung. Das Mietshaus in Ecklage liegt in einer geschlossenen Bebauung am zentralen und 1896/97 angelegten Luisenplatz. Es wurde 1906 durch den Bauherrn Franzl Pimpl in Auftrag gegeben, als Ausführender wird Jacob Pimpl in den Bauakten genannt. Das viergeschossige Mietshaus mit Satteldach, abgeflachter Eckausbildung und ehemals zwei Läden im Erdgeschoss wird durch einen Risalit als Eckhaus charakterisiert und nimmt damit Bezug zu den zwei gegenüberliegenden Eckhäusern auf. Die Fassadenflächen sind im Erdgeschoss und am Eckrisalit verputzt, in den weiteren Bereichen mit ockerfarbenen Klinkern verkleidet. Die Fensteröffnungen und die Giebelzonen des Eckrisalits werden durch eine Gestaltung mit vereinfachter Jugendstilornamentik aus Betongussteilen betont. Ursprünglich befanden sich am Eckrisalit und an der zum Platz hinweisenden Fassade schmiedeeiserne Balkone. Im Hauseingangsbereich haben sich Haustür, Windfang und Terrazzofußboden erhalten. Die Wohnungen sind durch ein großzügig gestaltetes offenes Treppenhaus mit Terrazzostufen und schmiedeeisernem Geländer erreichbar. Weitere bauzeitliche Ausstattungsstücke sind Holzfenster, Wohnungs- und Zimmertüren aus Holz. Bei dem in den 1920er Jahren vorgenommenen Umbau des Eckladens zur Fleischerei wurde eine Glasdecke mit Art-déco-Ornamentik angebracht. Aufgrund seines weitgehend original und authentisch erhaltenen Zustandes, seiner straßenraumgestaltenden Wirkung als Eckhaus am gründerzeitlichen Luisenplatz, sowie als Zeugnis des Wohnungsbaus um 1900 besitzt das Gebäude eine bau- und stadtentwicklungsgeschichtliche Bedeutung, für das ein öffentliches Erhaltungsinteresse besteht. | 09307265 |
|                                         | Mietshaus in geschlossener Bebauung | Winklerstraße 19 (Karte)                                                                                             | 1899 | Qualitätvoller gründerzeitlicher Mietsbau mit für Chemnitz ungewöhnlichen Balkonen in Schmiedeeisen, symmetrische, mittenbetonte Fassadengliederung, baugeschichtlich von Bedeutung | 09204107 |
|                                         | Mietshaus in geschlossener Bebauung | Winklerstraße 21 (Karte)                                                                                             | 1900 | Qualitätvoller Mietsbau mit symmetrisch gegliederter Fassade, reichhaltiges Dekorsystem mit Jugendstilanklängen, baugeschichtlich von Bedeutung | 09204108 |
| Weitere Bilder                          | Mietshaus in geschlossener Bebauung in Ecklage | Winklerstraße 22 (Karte)                                                                                             | 1903 | Qualitätvoller Mietsbau in prominenter städtebaulicher Situation am Leipziger Platz, markante Akzentuierung des Eckbereichs, baugeschichtlich von Bedeutung | 09204153 |
|                                         | Mietshaus in geschlossener Bebauung | Winklerstraße 23 (Karte)                                                                                             | Bezeichnet mit 1906 | Qualitätvoller Mietsbau mit symmetrischer, mittenbetonter Fassadengliederung und akzentuierendem Dekor, baugeschichtlich von Bedeutung | 09204103 |
|                                         | Mietshaus in Ecklage | Winklerstraße 25 (Karte)                                                                                             | 1908 | Zeittypischer repräsentativer Putzbau von städtebaulichem Wert, baugeschichtlich von Bedeutung | 09244537 |
|                                         | Mietshaus in ehemals geschlossener Bebauung | Winklerstraße 26 (Karte)                                                                                             | 1906 | Schlichter gründerzeitlicher Mietsbau mit zurückhaltendem Fassadendekor, Teil einer ehemals geschlossen erhaltenen Gründerzeitzeile, baugeschichtlich von Bedeutung | 09204111 |
|                                         | Mietshaus in geschlossener Bebauung | Winklerstraße 28 (Karte)                                                                                             | 1906 | Schlichter gründerzeitlicher Mietsbau mit zurückhaltendem Fassadendekor, Teil einer ehemals geschlossen erhaltenen Gründerzeitzeile, baugeschichtlich von Bedeutung | 09204106 |
|                                         | Mietshaus in vormals geschlossener Bebauung | Winklerstraße 34 (Karte)                                                                                             | 1909 | Anspruchsvoller Mietsbau mit klar strukturierter Fassade und differenziertem Dekorsystem, baugeschichtlich von Bedeutung | 09204147 |
| Weitere Bilder                          | Mietshaus in geschlossener Bebauung | Winklerstraße 36 (Karte)                                                                                             | 1912 | Qualitätvoller Mietsbau mit klar gegliederter Fassade und zurückhaltendem, aber fein akzentuiertem Dekor, baugeschichtlich von Bedeutung | 09204142 |
| Weitere Bilder                          | Schmuckplatz | Zöllnerplatz (Karte)                                                                                                 | 1893 | Städtebaulich und gartenkünstlerisch von Bedeutung, aus zwei Teilen bestehend (durch Müllerstraße getrennt), mit wertvollem Gehölzbestand, baugeschichtlich von Bedeutung | 09303134 |
| Weitere Bilder                          | Mietshaus in halboffener Bebauung und rückwärtige hofumschließende Gewerbebauten | Zöllnerplatz 9 (Karte)                                                                                               | Bezeichnet mit 1894 | Außerordentlich qualitätvolles, vollständig original erhaltenes gründerzeitliches Mietshaus, Klinkerfassade mit schmiedeeisernen Balkons, Teil der westlichen Bebauung des Zöllnerplatzes, baugeschichtlich von Bedeutung | 09244714 |
| Weitere Bilder                          | Mietshaus in geschlossener Bebauung | Zöllnerplatz 10 (Karte)                                                                                              | 1886 | Zurückhaltend, jedoch anspruchsvoll gestaltetes gründerzeitliches Etagenwohnhaus mit straßenbildprägendem Erker, wichtig als Teil der westlichen Bebauung des Zöllnerplatzes, baugeschichtlich von Bedeutung | 09244715 |
| Weitere Bilder                          | Mietshaus in geschlossener Bebauung | Zöllnerplatz 11 (Karte)                                                                                              | Um 1905 | Zurückhaltende Mietshausarchitektur mit charakteristischen Baudetails, in gutem Erhaltungszustand, Teil der westlichen Bebauung des Zöllnerplatzes, baugeschichtlich von Bedeutung | 09244716 |
| Weitere Bilder                          | Mietshaus in geschlossener Bebauung | Zöllnerplatz 12 (Karte)                                                                                              | Um 1910 | Sehr zurückhaltender Bau von bemerkenswerter Gestaltungsqualität, weitgehender Verzicht auf historistisches Formenvokabular, bedeutsam als Teil der Westfront des Zöllnerplatzes, sehr guter Erhaltungszustand, baugeschichtlich von Bedeutung | 09244713 |
| Weitere Bilder                          | Mietshaus in geschlossener Bebauung | Zöllnerplatz 14 (Karte)                                                                                              | Um 1880 | Kleiner gründerzeitlicher Mietshausbau, Teil der älteren Bebauung des Zöllnerplatzes, symmetrisch angelegte schlichte, qualitätvolle Fassade mit Betonung der Mittelachse, baugeschichtlich von Bedeutung | 09244710 |
| Weitere Bilder                          | Mietshaus in geschlossener Bebauung | Zöllnerplatz 19 (Karte)                                                                                              | 1893 | Teil der Platzbebauung des Zöllnerplatzes, typische gründerzeitliche Ziegelfassade mit auffälligem Fries unterhalb des Kranzgesimses, baugeschichtlich von Bedeutung | 09244709 |
| Weitere Bilder                          | Mietshaus in geschlossener Bebauung | Zöllnerplatz 22 (Karte)                                                                                              | 1892 | Architektonisch wertvolle Fassadengestaltung mit reichem Schmuck, Teil der städtebaulich bedeutsamen Ostfront des Zöllnerplatzes, baugeschichtlich von Bedeutung | 09244717 |
| Weitere Bilder                          | Mietshaus in geschlossener Bebauung | Zöllnerplatz 23 (Karte)                                                                                              | 1893 | Qualitätvoller gründerzeitlicher Wohnbau in gutem Erhaltungszustand, Teil der städtebaulich eminent wichtigen Ostfront des Zöllnerplatzes, baugeschichtlich von Bedeutung | 09244722 |
| Weitere Bilder                          | Mietshaus in geschlossener Bebauung in Ecklage, mit Vorgarten zur Müllerstraße | Zöllnerplatz 24 (Karte)                                                                                              | 1902 | Auf Grund seiner architektonisch anspruchsvollen Fassadengestaltung besonders bemerkenswerter Bau, durch prominente Lage prägend für das Erscheinungsbild des Viertels, neobarocke und neogotische Stilmotive, baugeschichtlich von Bedeutung | 09244720 |

## Ehemalige Denkmäler
| Bild                                    | Bezeichnung             | Lage                            | Datierung                  | Beschreibung | ID       |
| --------------------------------------- | ----------------------- | ------------------------------- | -------------------------- | --- | -------- |
| Direkt Bild zu diesem Denkmal hochladen | Wohnhaus                | Müllerstraße 22 (Karte)         | 2. Drittel 19. Jahrhundert | Abgerissen zwischen 2006 und 2009, Streichung aus der Denkmalliste 2010 |          |
| Direkt Bild zu diesem Denkmal hochladen | Mietshaus und Vorgarten | Ottostraße 5 (Karte)            | 1890                       | Abgerissen zwischen 2001 und 2006, Streichung aus der Denkmalliste 2010 |          |
| Direkt Bild zu diesem Denkmal hochladen | Brunnen                 | Paul-Jäkel-Straße 26 (Karte)    |                            | Status unklar, Streichung aus der Denkmalliste vor 2010 |          |
| Direkt Bild zu diesem Denkmal hochladen | Wohnhaus                | Schönherrstraße 17 (Karte)      |                            | Abgerissen vor 2001, Streichung aus der Denkmalliste vor 2010 |          |
| Direkt Bild zu diesem Denkmal hochladen | Fabrikgebäude           | Straße der Nationen 136 (Karte) |                            | Abgerissen zwischen 2001 und 2006, Streichung aus der Denkmalliste 2010 |          |
| Direkt Bild zu diesem Denkmal hochladen | Mietshaus               | Tannenstraße 10 (Karte)         | 1911                       | Erhalten, Streichung aus der Denkmalliste 2010 |          |
| Direkt Bild zu diesem Denkmal hochladen | Mietshaus               | Winklerstraße 24 (Karte)        | 1906                       | Abgerissen zwischen 2001 und 2006, Streichung aus der Denkmalliste 2010 |          |
| Direkt Bild zu diesem Denkmal hochladen | Wohnhaus                | Zöllnerplatz 15 (Karte)         | Um 1880                    | Abgerissen zwischen 2006 und 2009, Streichung aus der Denkmalliste vor 2010 |          |
|                                         | Mietshaus               | Zöllnerplatz 20 (Karte)         | 1893                       | Mietshaus in geschlossener Bebauung; qualitätvoller Mietsbau mit markanter Mittenbetonung, Teil der städtebaulich wichtigen Ostbebauung des Zöllnerplatzes, baugeschichtlich von Bedeutung. Abgerissen im April 2014.                      | 09204059 |
|                                         | Mietshaus               | Zöllnerplatz 21 (Karte)         | 1892                       | Mietshaus in geschlossener Bebauung; gut proportionierte gründerzeitliche Wohnhausfassade, weitestgehend original, Teil der städtebaulich wichtigen Ostfront des Zöllnerplatzes, baugeschichtlich von Bedeutung. Abgerissen im April 2014. | 09244718 |

## Tabellenlegende
- Bild: Bild des Kulturdenkmals, ggf. zusätzlich mit einem Link zu weiteren Fotos des Kulturdenkmals im Medienarchiv Wikimedia Commons. Wenn man auf das Kamerasymbol klickt, können Fotos zu Kulturdenkmalen aus dieser Liste hochgeladen werden:
- Bezeichnung: Denkmalgeschützte Objekte und ggf. Bauwerksname des Kulturdenkmals
- Lage: Straßenname und Hausnummer oder Flurstücknummer des Kulturdenkmals. Die Grundsortierung der Liste erfolgt nach dieser Adresse. Der Link (Karte) führt zu verschiedenen Kartendiensten mit der Position des Kulturdenkmals. Fehlt dieser Link, wurden die Koordinaten noch nicht eingetragen. Sind diese bekannt, können sie über ein Tool mit einer Kartenansicht einfach nachgetragen werden. In dieser Kartenansicht sind Kulturdenkmale ohne Koordinaten mit einem roten bzw. orangen Marker dargestellt und können durch Verschieben auf die richtige Position in der Karte mit Koordinaten versehen werden. Kulturdenkmale ohne Bild sind an einem blauen bzw. roten Marker erkennbar.
- Datierung: Baubeginn, Fertigstellung, Datum der Erstnennung oder grobe zeitliche Einordnung entsprechend des Eintrags in der sächsischen Denkmaldatenbank
- Beschreibung: Kurzcharakteristik des Kulturdenkmals entsprechend des Eintrags in der sächsischen Denkmaldatenbank, ggf. ergänzt durch die dort nur selten veröffentlichten Erfassungstexte oder zusätzliche Informationen
- ID: Vom Landesamt für Denkmalpflege Sachsen vergebene, das Kulturdenkmal eindeutig identifizierende Objekt-Nummer. Der Link führt zum PDF-Denkmaldokument des Landesamtes für Denkmalpflege Sachsen. Bei ehemaligen Kulturdenkmalen können die Objektnummern unbekannt sein und deshalb fehlen bzw. die Links von aus der Datenbank entfernten Objektnummern ins Leere führen. Ein ggf. vorhandenes Icon  führt zu den Angaben des Kulturdenkmals bei Wikidata.

## Ausführliche Denkmaltexte
1. ↑  Mietshaus Ottostraße 9:

Das viergeschossige Mietshaus wurde 1900 erbaut. Es steht in markanter Ecklage und verbindet zwei geschlossene Bebauungszeilen eines unregelmäßig geschnittenen Quartiers westlich der Straße der Nationen miteinander. Es ist Teil einer Bebauung, die stadtentwicklungsgeschichtlich und städtebaulich von großer Bedeutung ist. Noch bis zum Beginn des Ersten Weltkrieges hielt die Phase der sogenannten gründerzeitlichen Stadterweiterungen an, die durch die Industrialisierung in Chemnitz verbunden mit der Schaffung nötigen Wohnraums für die Arbeitskräfte hervorgerufen wurde. Noch heute prägen die Gründerzeitviertel mit ihren markanten Eckgebäuden das Stadtbild wesentlich. Innerhalb der Blockrandbebauung kommt ihnen eine besondere Bedeutung zu, da sie am Kreuzungspunkt zweier Straßen besonders in den Blick rücken und aus diesem Grund häufig sehr repräsentativ gestaltet wurden. Das stattliche Mietshaus besitzt im Erdgeschoss eine Steinquader imitierenden Putznutung. Die darüber liegenden Obergeschosse erhielten eine zeittypische verklinkerte Fassade. Kräftige Gesimsbänder trennen die beiden mittleren Geschosse vom Erdgeschoss und dem obersten Stockwerk ab. Ein weiteres Gesims an der Traufe markiert den Übergang zum Dach. Die durch die Gesimse hervorgerufene Betonung der Horizontale wird zusätzlich getragen von flachen Kunststeinbändern in der gelbfarbenen Verklinkerung und von der gleichförmigen Reihung der Fenster. Die abgeflachte bis in den geschosshohen Dachraum hineinragende Gebäudeecke mit geschweiftem Abschluss wird gestalterisch durch Natursteinfenstergewände mit aufwendigen in neobarocker Formensprache gehaltenen Bekrönungen und Brüstungsfeldern hervorgehoben. Flache Lisenen unterstreichen nunmehr die vertikale Gliederung der verbrochenen Ecke sowie der reich gegliederten Risalite, die den Übergang zu den Nachbargebäuden markieren. Auch sie besitzen Dachaufbauten mit geschweiftem Ziergiebel und akzentuieren die Fassade gestalterisch durch überfangene Doppelfenster mit reicher Bekrönung. Der Hauseingang an der Ottostraße besteht aus einer bauzeitlichen zweiflügligen Haustür mit Glaseinsätzen und einem Oberlicht. Aus den genannten Gründen besitzt das Mietshaus baugeschichtlichen, baukünstlerischen und stadtentwicklungsgeschichtlichen Wert.
2. ↑  Schloßfriedhof:

Der Chemnitzer Schloßfriedhof wurde 1856 geweiht und musste bereits 1873 erweitert werden. 1887 errichtet man anstelle einer kleineren Leichenhalle die heutige Friedhofskapelle nach Plänen des Baumeisters A. Trübenbach. Der stattliche Bau mit klassizistisch geprägter Fassade besitzt einen erhöhten Mittelteil, der von zwei leicht zurückgesetzten Seitenflügeln flankiert wird. Der Mittelteil wird durch ein dreiteiliges Eingangsportal, dessen rundbogiges Haupttor von dorischen Halbsäulen und die niedrigeren seitlichen Tore von genuteten Pilastern gerahmt werden, gestalterisch hervorgehoben. Die Attika mit darüber liegendem Dreiecksgiebel wird durch die Formensprache der Antike und des Historismus durch Triglyphen, Girlanden und Kranzmotiv mit Bändern bestimmt. Im Zusammenhang mit der Erbauung der Kapelle entstand wohl auch die heute noch erlebbare Friedhofsgestaltung.

Der geometrisch angelegte Friedhof erstreckt sich auf einer fast dreieckigen Fläche, an deren Südspitze sich der Hauptzugang befindet. Von dort führt einer der Hauptwege mit einer Allee aus Winter-Linden nach Nordwesten zu einem weiteren Zufahrtstor. Parallel zu dieser Allee gibt es zwei weitere Wege. Der mittlere Weg wird von einer Baumreihe aus Spitz-Ahorn begleitet. Der östliche Weg, wiederum mit einer Allee aus Winter-Linden, führt zur Kapelle. Im Süden des Friedhofs befinden sich zwei Abteilungen, die mit geschnittenen Lebensbaum-Hecken ausgestattet und als Heckenquartier ausgebildet sind. Im gesamten Friedhof befinden sich zahlreiche Rhododendren. Der Friedhof wird größtenteils von einer Weißdorn-Hecke eingefriedet. Erwähnenswert sind zwei historische Erbbegräbnisse: die Grabanlagen der Familien Schönherr und Beyreuther, die insbesondere orts- und persönlichkeitsgeschichtliche Bedeutung besitzen.

Der Chemnitzer Schloßfriedhof ist von ortsentwicklungsgeschichtlicher Bedeutung. Darüber hinaus ist er aufgrund seiner für das 19. Jahrhundert typischen Gestaltung gartengeschichtlich relevant. Der Kapelle kommt außerdem eine baugeschichtliche Bedeutung zu.
3. ↑  Ernst-Thälmann-Büste im Schloßteichpark:
Denkmal für den deutschen Politiker und Parteivorsitzenden der KPD Ernst Thälmann, 1944 von den Nationalsozialisten im KZ Buchenwald hingerichtet. Bronzene Porträtbüste auf hochrechteckigem, aus mehreren Porphyrtuffquadern zusammengesetztem Postament. Werk des für seine Porträts von Theoretikern und Führern der Arbeiterklasse bekannten Bildhauers Hanns Diettrich. Kulturdenkmal aus künstlerischen und zeitgeschichtlichen Gründen.
4. ↑  Müller-Zipper-Brunnen im Schloßteichpark:
Mit seinem unter dem Titel „Vase oder Brunnen“ eingereichten Entwurf konnte der Chemnitzer Bildhauer Bruno Spieß die Konkurrenz um einen 1910 vom Bezirksverein Chemnitz-Schloß ausgeschriebenen Wettbewerb zur Gestaltung eines Zipperdenkmals auf der Schloßteichinsel gewinnen. Spieß‘ Entwurf, bestehend aus einem kreisrunden, ebenerdig angelegten Brunnenbecken aus Muschelkalk mit bekrönender Figurengruppe, konnte 1912 dank der zusätzlichen Bereitstellung städtischer Mittel realisiert werden. Auf einem mehrstufigen Unterbau steht in der Mitte des Beckens ein oktogonales Postament, auf dem wiederum die skulptierte Gruppe ruht: Die Brustfiguren dreier Najaden und eines Tritons heben eine mit Blüten und Blättern geschmückte Oase aus den Fluten empor. Letztere steht sinnbildlich für die Schloßteichinsel, welche unter Leitung des damaligen Stadtrats Carl Robert Zipper dem Teich abgerungen werden konnte. In den Jahren 1867/68 nämlich ließ Zipper den Schloßteich schlämmen und die Insel aus den Schlammmassen aufschütten. Gleichzeitig ehrt das Brunnendenkmal auch das Andenken an Bürgermeister Johann Friedrich Müller, dessen Engagement der Erwerb des Schloßteichs 1860 zu verdanken ist. Der am 6. Mai 1913 feierlich eingeweihte Brunnen ist als ein Werk des Jugendstils von hoher ästhetischer Qualität künstlerisch bedeutend. Er erinnert darüber hinaus an Bürgermeister Müller und Stadtrat Zipper – Chemnitzer Persönlichkeiten, die sich am Ende des von der Industrialisierung geprägten 19. Jahrhunderts erfolgreich für die Verschönerung ihrer Stadt einsetzten.
5. ↑  Skulpturen der „Tageszeiten“ im Schloßteichpark:
Ensemble, bestehend aus vier Figurengruppen aus Sandstein. Überlebensgroß.
  - „Der Abend, mit Musik und Tanz“ (Bezeichnung hinten: Johannes Schilling. 1868)
  - „Die Nacht, mit Schlaf und Traum“ (Bezeichnung hinten: Johannes Schilling. 1866)
  - „Der Morgen, mit dem Erwachen und dem Morgentau“ (Bezeichnung am Sockel hinten: Johannes Schilling. 1871)
  - „Der Tag, mit Arbeit und Streben“ (Bezeichnung am Sockel hinten links: Johannes Schilling. 1871)

1868–1871 Aufstellung am Treppenaufgang zur Brühlschen Terrasse, Dresden. Ab 1908 Theaterplatz, Chemnitz. Seit 1936 Schloßteichpark, Chemnitz.

Die heute im Chemnitzer Schloßteichpark aufgestellten Sandsteinskulpturen der „Vier Tageszeiten“ sind das Ergebnis eines im Jahr 1860 vom königlich-sächsischen Ministerium des Innern veranstalteten Wettbewerbs um die Ausschmückung des Treppenaufgangs zur Brühlschen Terrasse. Mit seinem aus vier allegorischen Gruppen bestehenden Bildprogramm entschied der zu diesem Zeitpunkt noch am Beginn seiner Karriere stehende Bildhauer Johannes Schilling die Konkurrenz für sich. Die beiden am Fuß der Treppe aufgestellten Sitzfiguren von Nacht und Abend kontrastieren in seinem Entwurf wirkungsvoll mit den am Treppenaustritt befindlichen Standbildern von Morgen und Tag. Die Vorbilder der Schillingschen Allegorien finden sich in antiken Bildwerken, wie dem Apoll von Belvedere oder hellenistischen Zeus-Darstellungen. Daneben fanden auch zeitgenössische Strömungen ihren bildkünstlerischen Niederschlag. Den Allegorien der „Tageszeiten“ – einem per se bevorzugten Thema der Romantiker – stellte er jeweils zwei Kinderfiguren attributiv zur Seite. Kinder verkörperten im romantischen Gedankengut den anzustrebenden, unverdorbenen Urzustand des Menschen.

Mit den „Vier Tageszeiten“, die ihm nicht nur Preise und Auszeichnungen wie den ersten Preis auf der Wiener Kunstausstellung 1969, sondern auch die Mitgliedschaft in angesehenen Akademien (Dresden, München, Berlin) einbrachten, gelang Johannes Schilling der künstlerische Durchbruch. Schilling begründete neben seinen Lehrern Ernst Rietschel und Ernst Hähnel sowie seinem Schüler Robert Diez den Ruf der Dresdner Bildhauerschule des 19. Jahrhunderts, die in den Sechziger und Siebziger Jahren des Jahrhunderts führend in Europa war. In seiner über vierzig Jahre währenden Tätigkeit als Akademielehrer nahm er als Lehrer von über fünfzig Künstlern entscheidenden Einfluss auf die Verbreitung des Dresdner Stilideals. Als ein Hauptwerk des überregional bedeutenden Bildhauers Johannes Schilling sind die „Vier Tageszeiten“ von künstlerischer Bedeutung.
6. ↑  Park der Jugend:

1980 wurde in Karl-Marx-Stadt das V. Festival der Freundschaft, ein Treffen von Mitgliedern der Jugendorganisation FDJ und des sowjetischen Komsomol begangen und aus diesem Anlass 1981 der neue „Park der Jugend“ an der Schlossteichstraße zwischen Schlossteich und dem historischen Areal des Schlossbergs nach Entwürfen von Helmut Rohde und Karl Wienke angelegt. Im kreisförmig gestalteten Mittelpunkt des Parks befindet sich ein Springbrunnen, dessen Aussehen sich am Symbol der Festivalblume orientiert. Bei der Festivalblume handelt es sich um ein Logo der 1947 erstmalig stattgefundenen Weltfestspiele der Jugend und Studenten. Um den Brunnen herum gruppieren sich runde Blumenschalen und eine großzügig angelegte halbkreisförmige Treppenanlage, die als Sitzfläche oder für den Auftritt von Chören genutzt werden konnte. Verschiedene, mittlerweile zu einer stattlichen Höhe herangewachsene Bäume und Gehölze fassen den freien Bereich ein. Zu DDR-Zeiten fand jährlich die von der Stadt initiierte Ausstellungsserie „Plastik im Freien“ statt. Zwei ausdrucksstarke und künstlerisch bedeutende Bildwerke verschiedener Bildhauer haben im Park heute noch ihren Platz: die Bronzen „Stehender männlicher Akt“ von Sabina Grzimek aus dem Jahr 1981 und die 1976 von Ingeborg Hunzinger geschaffene Betonskulptur „Sphinx“. Die 1968 entstandene Bronze von Wilfried Fitzenreiter mit dem Titel „Geschlagener“ wurde 2014 aus dem Park gestohlen. Der durch eine Treppe mit den Schlossteichanlagen verbundene Park ist die einzige in diesem Zeitraum geschaffene Grünanlage der Stadt und besitzt eine gartenkünstlerische sowie garten- und stadtgeschichtliche Bedeutung.
  - Bildwerke:
    - Sabina Grzimek (bis 1993 Sabine, * 1942). „Stehender männlicher Akt“. 1981. Bronze. Lebensgroß. Die obere Terrasse des Parks der Jugend schmückt die auf niedrigem Betonsockel aufgestellte Statue eines etwa lebensgroß abgebildeten, männlichen Akts. Im Kontrapost stehend wirkt die Haltung des jungen Mannes gelöst, doch entzieht sich die Figur dem Betrachter durch verschränkt hinter dem Rücken gehaltene Arme und das Abwenden des Kopfes nach rechts. Die Oberfläche der Bronzeplastik erscheint matt und aufgeraut, quasi verschorft – ein für die Berliner Künstlerin Sabina Grzimek typisches Stilmittel. Durch Auflösung der glatten Figurenoberfläche gelingt es ihr, die psychische Dimension des Menschen, seine Isolierung und Verletzlichkeit, einzufangen. 1981 präsentierte Grzimek die Plastik anlässlich der Ausstellung „Plastik am Schloßberg“. Im selben Jahr sollte diese eigentlich noch auf einen Fußgängerboulevard hinter dem ehemaligen Flughafengelände versetzt werden, verblieb aber am Schloßberg. Als Werk einer der wichtigsten Persönlichkeiten der jüngeren Berliner Bildhauerschule ist die ausdrucksvolle Statue von künstlerischer Bedeutung.
    - Ingeborg Hunzinger (1915–2009). „Sphinx“. 1976. Beton. Unterlebensgroß. 1976 präsentierte Ingeborg Hunzinger ihre „Sphinx“ – eine liegende, weibliche Aktfigur – im Rahmen der Ausstellung „Plastik im Freien“, woraufhin die Kunststeinplastik von der Stadt Karl-Marx-Stadt angekauft wurde. Analog zum männlichen Akt Grzimeks sollte sie im Jahr 1980 eigentlich auf dem Fußgänger-Boulevard im Fritz-Heckert-Gebiet aufgestellt werden, gelangte dann aber in den Park der Jugend. Auf niedrigem, quaderförmigem Sockel lagert in komplizierter Drehung die „Sphinx“ mit seitlich gekipptem Becken und angezogenen Beinen. Den Kopf mit den unablässig blickenden Augen in beide Hände gelegt, stützt sie sich auf die Ellenbogen. Die massige Gestalt der „Sphinx“ entstammt stilistisch betrachtet einer Schaffensphase, in der voluminöse, schwere Figuren das Werk Hunzingers dominieren. In der DDR erhielt die Künstlerin, nicht zuletzt aufgrund ihrer positiven Einstellung gegenüber der herrschenden Kulturpolitik, zahlreiche öffentliche Aufträge. Davon unabhängig gilt ihr Werk innerhalb Deutschlands als eine der herausragenden bildhauerischen Leistungen in der zweiten Hälfte des 20. Jahrhunderts. Kulturdenkmal aus künstlerischen Gründen.
    - Wilfried Fitzenreiter (1932–2008). „Geschlagener“. 1968. Bronze. Unterlebensgroß. Das Gesicht mit beiden Armen verdeckend, zieht der auf breitgelagertem, flachem Postament sitzende „Geschlagene“ Wilfried Fitzenreiters seine Beine reflexartig an den Körper heran und versucht sich so vor den Schlägen eines imaginären Angreifers zu schützen. Nicht nur die namengebende Körpersprache der unterlebensgroßen männlichen Aktfigur, sondern auch ihre Positionierung unterhalb des Betrachterhorizonts vermittelt deren passive Opferrolle. An der ausdrucksstarken Wirkung des Bildwerks wirkt nicht zuletzt auch die sichtbar belassene, expressive Modellierung der Bronzeplastik mit. Diese Behandlung der Oberfläche und die genrehafte Thematik des „Geschlagenen“ sind eher typisch für die Kleinplastiken Fitzenreiters denn für seine im öffentlichen Raum befindlichen Bildwerke. Das Bildwerk des bedeutenden Berliner Bildhauers Wilfried Fitzenreiter ist aufgrund seiner hohen Qualität, die hier insbesondere in der Unmittelbarkeit des Ausdrucks und im momenthaften Festhalten menschlicher Affekte liegt, künstlerisch bedeutend. Der „Geschlagene“ wurde 2014 aus dem Park gestohlen.